# Bukettspirea
Bukettspirea (Spiraea cantoniensis) är en rosväxtart som beskrevs av João de Loureiro. I den svenska databasen Dyntaxa används istället namnet Spiraea × vanhouttei. Enligt Catalogue of Life ingår Bukettspirea i släktet spireor och familjen rosväxter, men enligt Dyntaxa är tillhörigheten istället släktet spireor och familjen rosväxter. Arten förekommer tillfälligt i Sverige, men reproducerar sig inte.

## Underarter
Arten delas in i följande underarter:
- S. c. jiangxiensis
- S. c. pilosa

## Bildgalleri

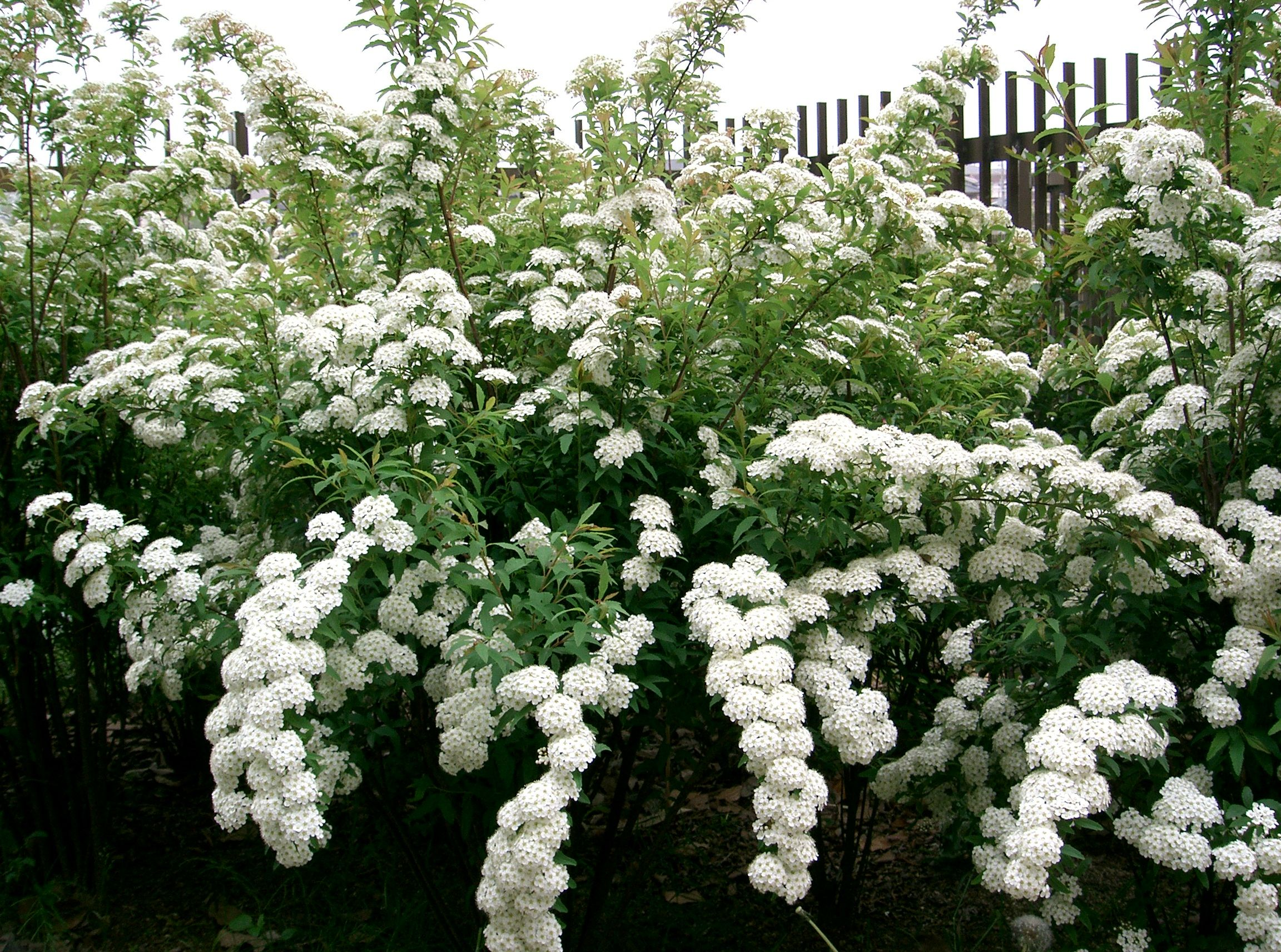
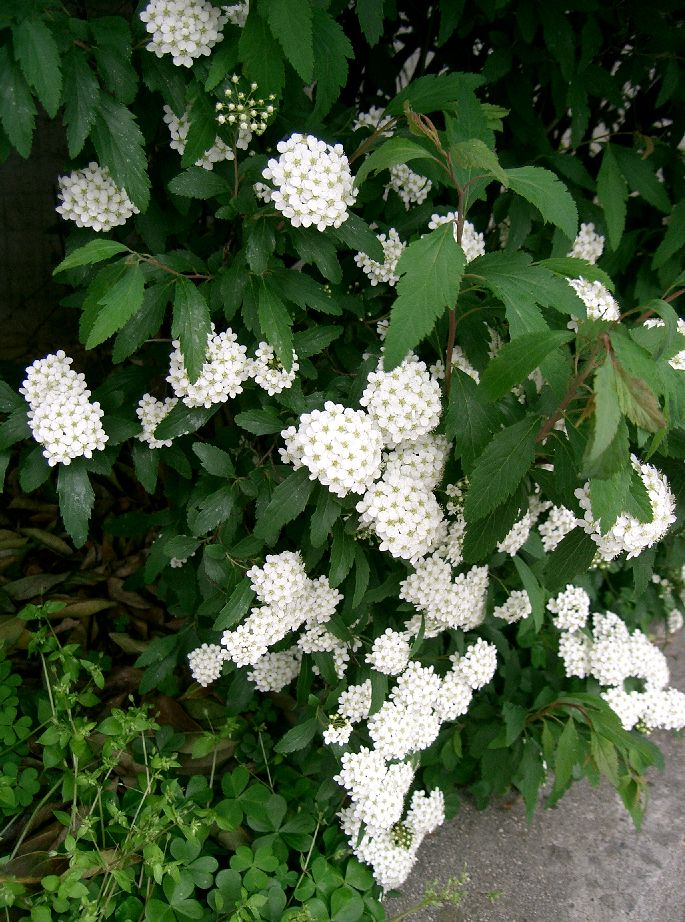
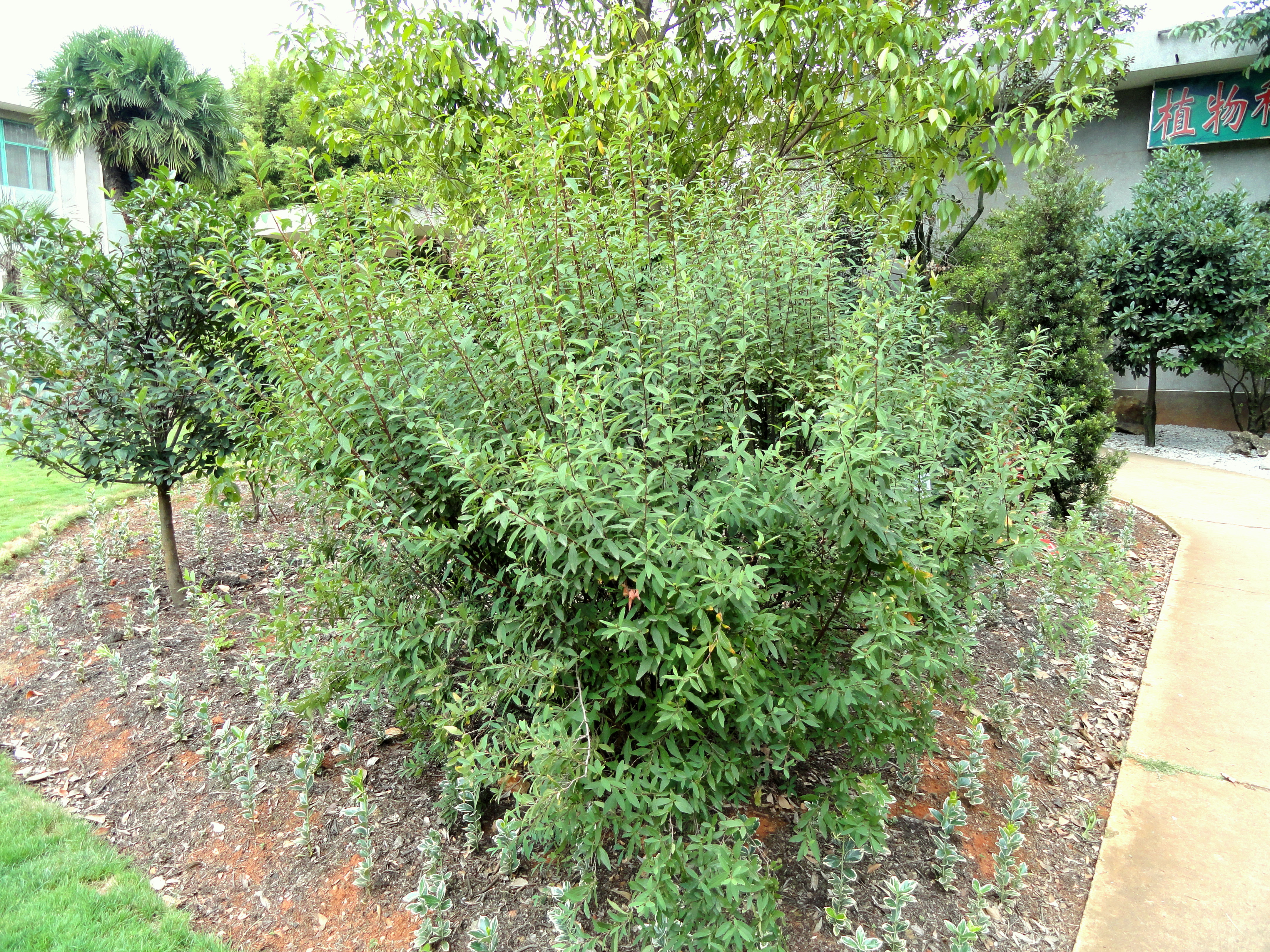
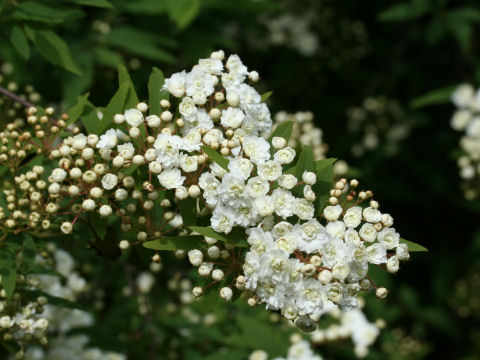